# Абу-ль-Касим ар-Рафии
Абу́-ль-Ка́сим Абду́л-Кари́м ибн Муха́ммад ар-Ра́фии аль-Казви́ни (араб. أبو القاسم عبد الكريم بن محمد الرافعي القزويني‎; 1160 — 1226, Казвин, Персия) — исламский учёный-богослов и правовед шафиитского мазхаба.

## Биография
Его полное имя: Имамуддин Абуль-Касим Абдул-Карим ибн Мухаммад ибн Абдул-Карим аш-Шафии ар-Рафии аль-Казвини. Родился в Казвине в 1160 году, умер там же в 1226 году. Из-за его нисбы ар-Рафии в некоторых восточных источниках его иногда путают с поэтом из Табаристана Рафии Найсабури и поэтом из Гура по имени Абуль-Касим Рафии.

## Труды
Он был автором 10 работ по фикху, среди которых:
1. аль-Мухаррар;
2. Китаб ат-тадвин фи зикр ахль аль-ильм би-Казвин;
3. аль-Амали аш-шариха ли-муфрадат аль-Фатиха;
4. Савад аль-айн фи манакиб Абу ль-алямайн Ахмад ар-Рифаи;
5. ат-Тахзиб;
6. Шарх аль-Ваджиз;
7. Шарх Муснад аш-Шафии;
8. аш-Шарх ас-сагир;
9. ат-Тарлиб;
10. Китаб аль-иджаз фи ахтар аль-Хаджаз[1].

Первые шесть книг можно найти у Брокельмана, и другие в Табакате ас-Субки. Для того, чтобы подчеркнуть высокий авторитет ар-Рафии среди суннитских богословов можно отметить, что известная книга имама ан-Навави Минхадж ат-талибин представляет собой сокращённый вариант с некоторыми добавками его книги аль-Мухаррар.
Следует также отметить его книгу по истории и географии Казвина, Китаб ат-тадвин. Данная книга содержит более тысячи расположенных в алфавитном порядке биографий прежде всего шафиитских богословов, проживавших в Казвине. Один из критиков Китаб ат-тадвина и его автора Ради ад-дин Казвини утверждал, что большое количество упомянутых в Китаб ат-тадвине богословов, в том числе один из учителей ар-Рафии, на самом деле шииты-имамиты, придерживавшиеся принципа такии.